# Самос
Са́мос (грец. Σάμος) — острів в Егейському морі поблизу Іонічного узбережжя Малої Азії у складі архіпелагу Східні Споради; територія Греції. Площа 477,395 км², населення 33 814 чоловік (2001). Основний порт — Самос. Острів обслуговує Міжнародний аеропорт Самос.

## Географія
Рельєф гірський, висота до 1 434 м — гора Керкіс. Середземноморські чагарники і ліси. Родовища мармуру. На Самосі вирощують виноград, тютюн, маслини. Багато пам'ятників давньогрецької культури.
На честь Самоса названий острів Саміопула, що буквально означає «маленький Самос», який перебуває у підпорядкуванні муніципалітету Піфагорея.

## Історія
В античні часи острів був центром іонійської культури. Найвищого розквіту та могутності Самос досяг в добу правління тирана Полікрата в 6 столітті до н. е.
Самос був відомий своїм храмом, присвяченим богині землі Гері. 1992 року Самоський герайон та Порт Піфагореї занесені до переліку об'єктів світової спадщини ЮНЕСКО.
Шедевром інженерного будівництва античності є Самоський тунель, побудований в скельних породах під керівництвом Евпаліна на острові Самос в VI столітті до н. е. Його довжина перевищувала 1300 м. Висота та ширина в середньому становила близько 2,5 м.

## Персоналії
Острів — батьківщина багатьох великих діячів античної культури: філософів Піфагора, Меліса та Епікура, астрономів Арістарха та Аристіла.